# Ellipteroides (Protogonomyia) apocryphus
Ellipteroides (Protogonomyia) apocryphus is een tweevleugelige uit de familie steltmuggen (Limoniidae). De soort komt voor in het Oriëntaals gebied.